# Jabeur Yahiaoui
Pour les articles homonymes, voir Yahiaoui.
Jabeur Yahiaoui (arabe : جابر اليحياوي), né le 20 mai 1991 à Jendouba, est un handballeur tunisien jouant au poste d'arrière gauche.

## Carrière
En 2009, il termine avec la Tunisie à la quatrième place du championnat du monde cadet.
Le 13 octobre 2017, il est transféré dans le club qatari du Al-Duhail Sports Club.

## Palmarès

### Clubs
- Vainqueur du championnat de Tunisie : 2012, 2013, 2014, 2016
- Vainqueur de la coupe de Tunisie : 2013
- Médaille d'or à la Ligue des champions d'Afrique 2013 ( Maroc)
- Vainqueur de la supercoupe d'Afrique 2014 ( République du Congo)
- Vainqueur de la supercoupe d'Afrique 2016 ( Maroc)
- Médaille d'or à la coupe d'Afrique des vainqueurs de coupe 2014 ( République du Congo)
- Médaille d'or à la coupe d'Afrique des vainqueurs de coupe 2015 ( Gabon)
- Médaille de bronze à la Ligue des champions d'Afrique 2012 ( Maroc)
- Vainqueur de la coupe arabe des clubs vainqueurs de coupe 2013 ( Maroc)

### Équipe nationale
- 4e au championnat du monde cadet 2009 ( Tunisie)